# Dongguan
Dongguan (东莞; pinyin: Dōngguǎn) er en by på præfekturniveau i provinsen Guangdong ved Kinas kyst til det Sydkinesiske Hav. Befolkningen anslås (2004) til 381.000.
Byen ligger nær Shenzhen og Hongkong og tager del i den stærke økonomiske vækst i området omkring Perlefloden. 
Navnet Dongguan kommer fra «guancao», en slags græs der er meget af i området. Dongguans historie går tilbage til Zhide-styret under Tang-dynastiet (757). Her står det mere end tusind år gamle Xichen-tårnet, og her er Ke-haven som er en af de fire berømte haver i Guangdong-provinsen. Dongguan har også et søfartsmuseum, Weiyuan-batteriet, og Humenbroen over Perlefloden. Det var ved Humen at kejserens kommissær Lin Zexiu brændte konfiskeret opium i 1839, hvilket  udløste første opiumskrig. 

## Erhvervsliv
Dongguan er præget af letindustri. De mange fabrikker gør at bypræfekturet regnes som Kinas mest produktive. Der produceres frem for alt elektrisk udstyr, farmaseutiske produkter, fødevarer, tekstiler og sko. Dongguan har ca. 2.000 skofabrikker; i den skoproducenten Pou Chens  fire største produktionscentre, arbejder ca. 160.000 arbejdere (2007). Dongguan har også stor computerindustri. 
Der ud over er området rigt på wolfram, tin og kobber.

## Administrativ inddeling
Bypræfekturet Dongguan er administrativt inddelt lidt anderledes end i den øvrige del af  Folkerepublikken. Dele af præfekturet dækkes af tre distrikter:
- Dongcheng (东城区)
- Wanjiang (万江区)
- Nancheng (南城区)

Men bypræfekturet styrer også 25 storkommuner som ikke er organiseret i distrikter eller amter. Storkommunerne, der er umiddelbart underlagt bypræfekturet, er:
- Mayong (麻涌镇)
- Shilong (石龙镇)
- Humen (虎门镇)
- Daojiao (道滘镇)
- Shijie (石碣镇)
- Hongmei (洪梅镇)
- Liaobu (寮步镇)
- Dalingshan (大岭山镇)
- Dalang (大朗镇)
- Huangjiang (黄江镇)
- Zhangmutou (樟木头镇)
- Fenggang (凤岗镇)
- Tangxia (塘厦镇)
- Qingxi (清溪镇)
- Changping (常平镇)
- Qiaotou (桥头镇)
- Hengli (横沥镇)
- Dongkeng (东坑镇)
- Qishi (企石镇)
- Shipai (石排镇)
- Chashan (茶山镇)
- Chang'an (长安镇)
- Gaobu (高埗镇)
- Shatian (沙田镇)
- Wangniudun (望牛墩镇)
- Xiegang (谢岗镇)
- Zhongtang (中堂镇)
- Houjie (厚街镇)

## Trafik

### Jernbane
Den vigtige jernbanelinje Jingjiubanen har stoppested her på sin rute fra Beijing vestbanestation til Kowloon i Hongkong. Linjen går gennem blandt andet Hengshui, Heze, Shangqiu, Xinzhou (ved Wuhan), Jiujiang, Nanchang, Heyuan, Huizhou og Shenzhen.

### Vej
Kinas rigsvej 107 fører gennem området. Den løber fra Beijing til Shenzhen (ved Hongkong), og passerer  provinshovedstederne Shijiazhuang, Zhengzhou, Wuhan, Changsha og Guangzhou.